# Fernando Díez Molina
Fernando Díez Molina (Madrid, 23 de septiembre de 1974) es un exjugador y entrenador de rugby español. Actualmente, desde 2024, entrena al C. R. Liceo Francés . Su posición habitual en el campo era de centro.

## Carrera como jugador
Su primera convocatoria internacional fue durante un partido contra la República Checa, en Santander, el 30 de noviembre de 1997. Formó parte del plantel del Mundial de Rugby de 1999, donde fue el único jugador del Liceo Francés. En el torneo disputó sólo un partido. Su última aparición internacional fue durante un partido contra Portugal, en Coimbra, el 23 de marzo de 2003. Acumuló un total de 26 caps con Los Leones.

## Carrera de entrenador
En 2012 fue nombrado entrenador de la selección de España de rugby a siete.
En 2013 fichó como técnico del CR Liceo Francés hasta 2016. Después llegó al Alcobendas Rugby hasta 2022, cuando España fue descalificada del Mundial de Rugby de Francia 2023 por la enajenación indebida de un jugador. Fernando y “Tiki" fueron acusados de cómplices ya que sabían que el jugador no era elegible para jugar con España. Fernando fue suspendido por cinco años de entrenar a cualquier equipo.
En 2024 se confirmó su regreso como entrenador del primer equipo del C. R. Liceo Francés. En su primera temporada, la 2024-25, consiguió el ascenso con el Liceo Francés a la División de Honor tras derrotar en la final al Gernika R. T. por 32 a 29, consiguiendo el ascenso 18 años después.